# Loch Lynn Heights

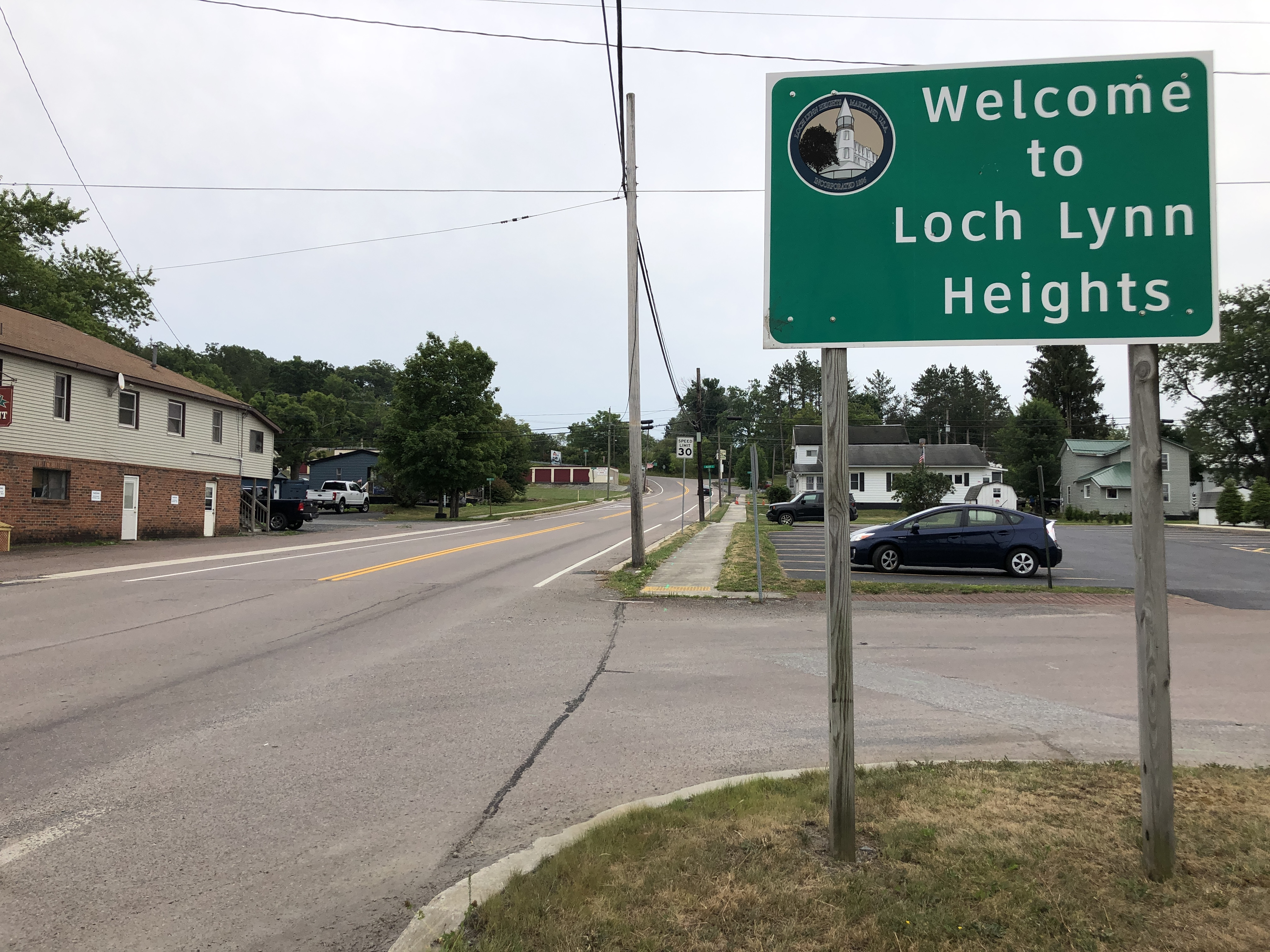
Entrer dans Loch Lynn Heights sur la MD 560

La ville de Loch Lynn Heights est située dans le comté de Garrett, dans l’État du Maryland, aux États-Unis. Sa population s’élevait à 552 habitants lors du recensement de 2010, estimée à 528 habitants en 2017.

## Source
- (en) Cet article est partiellement ou en totalité issu de l’article de Wikipédia en anglais intitulé « Loch Lynn Heights, Maryland » (voir la liste des auteurs).